# 'A CUBE' FOR SEASON SKY BLUE

〈'A CUBE' FOR SEASON # SKY BLUE〉(에이큐브 포 시즌 스카이 블루)는 4계절을 테마로 한 'A CUBE' FOR SEASON 프로젝트의 4번째 싱글이며, 2014년 7월 8일에 발매된 싱글이며, 허각과 에이핑크의 정은지가 컬래버레이션으로 불렀다.

## 개요
- 사계절 중에서 여름을 테마로 한 싱글이다.[1]
- 에이큐브의 사계절 프로젝트 'A CUBE' FOR SEASON에서 허각과 정은지의 두 번째 컬래버레이션이 된다.

## 수록곡
1. 이제 그만 싸우자
  - 작사 · 작곡: 범이, 낭이, 편곡: 범이, 낭이, GnO